# Volksrod

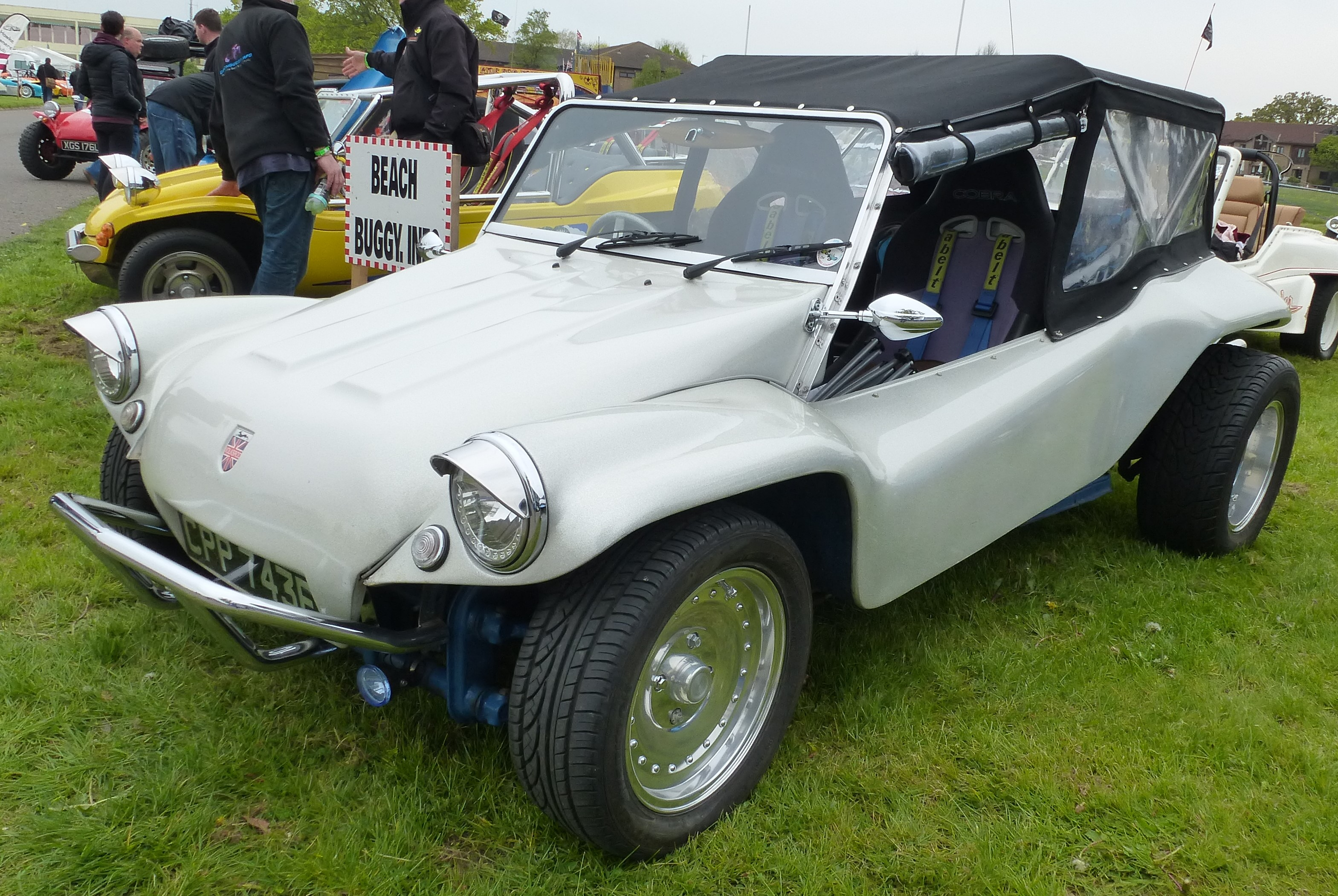
Volksrod Buggy

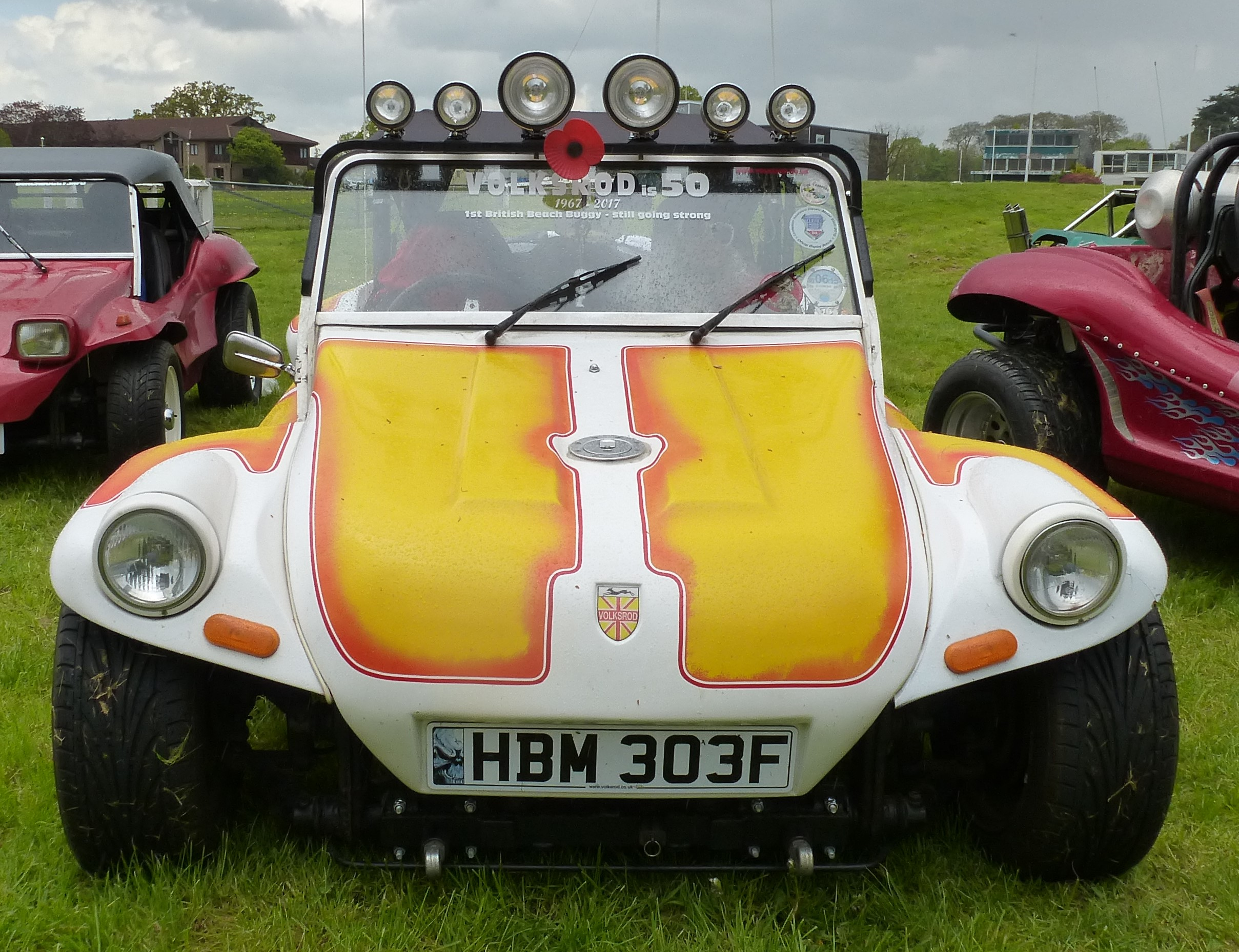
Front

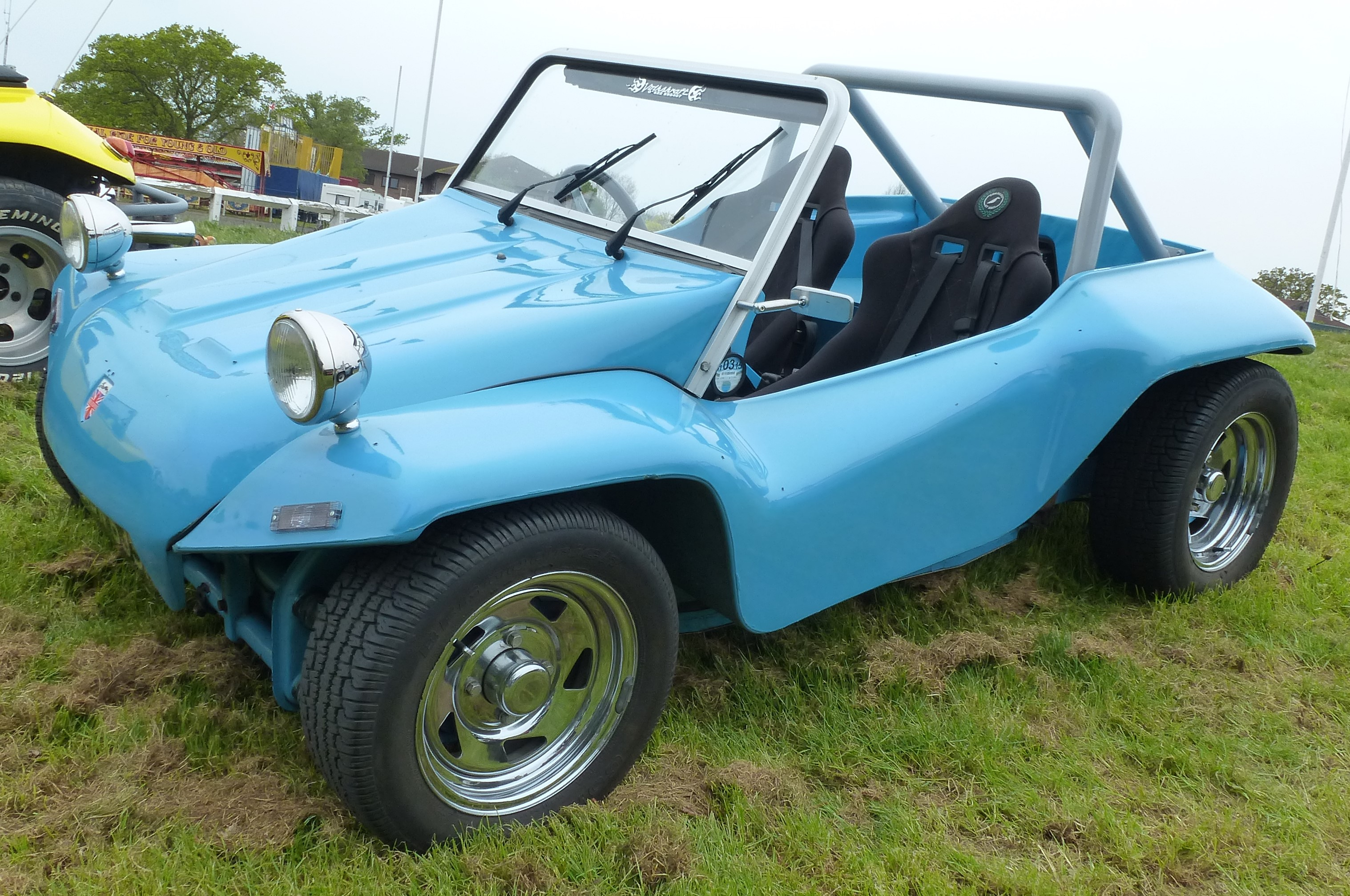
Seitenansicht

Volksrod ist eine britische Automarke.

## Markengeschichte
Warren Monks betrieb in Doncaster ein Unternehmen, das Glas herstellte. Zusammen mit Edna Gardom begann 1968 die Produktion von Automobilen und Kits. Der Markenname lautete Volksrod. 1970 übernahm David Taylor das Gesamtunternehmen, benannte es in Volksrod (Hartsdale Services) um und vertraute Edna Gardom die Leitung des Fahrzeugbereichs an. 1971 übernahm Edna Gardom das Unternehmen, das nun als Volksrod Concessionaires (UK) firmierte. Ihr Sohn Trevor, der seit 1971 mitarbeitete, übernahm das Unternehmen 1977 oder 1979 und beschränkte sich auf den Fahrzeugbereich. 1984 übernahm Whitlee Engineering aus Wellingborough die Marke. John Whitworth war der Inhaber, sein Partner entweder Andrew Leach oder Alan Lee. Als der Partner ausschied, gründete Whitworth mit Jeff Copson Whitworth Engineering (Volksrod) im gleichen Ort. 1991 trat Stuart Hopewell ins Unternehmen ein und blieb bis 1995. Zu dieser Zeit war es unter Kontrolle von Premier Mouldings. 1995 änderte sich die Firma in J. E. Whitworth Motor Services. Als Copson 1999 das Unternehmen verließ, fällt der Name John Whitworth Motor Services. 2002 trat Stuart Hopewell wieder ins Unternehmen ein und erwarb die Formen von Premier Mouldings, die pleite waren.
Die Produktion läuft immer noch. Insgesamt entstanden bisher etwa 490 Exemplare. Der Export erfolgte bisher nach Frankreich und Belgien.

## Fahrzeuge
Im Angebot stehen VW-Buggies. Die Basis bildet das Fahrgestell des VW Käfer. Derzeit ist die siebte Ausführung in Produktion. Nachstehend eine Übersicht über die Ausführungen, Zeiträume, ungefähre Produktionszahlen, Hersteller und Kurzbeschreibungen.
| Modell | Zeitraum  | Stückzahl | Hersteller | Kurzbeschreibung |
| ------ | --------- | --------- | --- | --- |
| Mk I   | 1968–1970 | 20        | Volksrod | Gekürztes Fahrgestell, frei stehende Scheinwerfer. |
| Mk II  | 1970      | 250       | Volksrod (Hartsdale Services) | Gekürztes und ungekürztes Fahrgestell zur Auswahl, Scheinwerfer in die Kotflügel integriert.                                                                                                   |
| Mk III | 1970–1991 | 120       | - 1970–1984 Volksrod Concessionaires (UK) Ltd. - 1984–1990 Whitlee Engineering - 1990–1991 Whitworth Engineering                                       | Nur kleine Änderungen, ausschließlich kurzes Fahrgestell. |
| Mk IV  | 1971–     | 70        | - 1971–1984 Volksrod Concessionaires (UK) Ltd - 1984–1990 Whitlee Engineering - 1990–1995 Whitworth Engineering - 1995– J. E. Whitworth Motor Services | Variante des Mk III mit ungekürztem Radstand. |
| Mk V   | 1991–1993 | 25        | Whitworth Engineering | Nachfolger des Mk III, überarbeitete Front mit frei stehenden Scheinwerfern. |
| Mk VI  | 1993      | 2         | Whitworth Engineering | Diese Komplettfahrzeuge entstanden im Auftrag einer portugiesischen Hausvermietungsgesellschaft, die letztendlich kein Fahrzeug abnahm. Scheinwerfer waren wieder in die Kotflügel integriert. |
| Mk VII | 2009–     | 3         | J. E. Whitworth Motor Services | Ähnelt Mk VI, gekürztes Fahrgestell. |

Der Mk VIII erschien 2009 als Variante des Mk VII mit langem Radstand.